# Panzerkeil

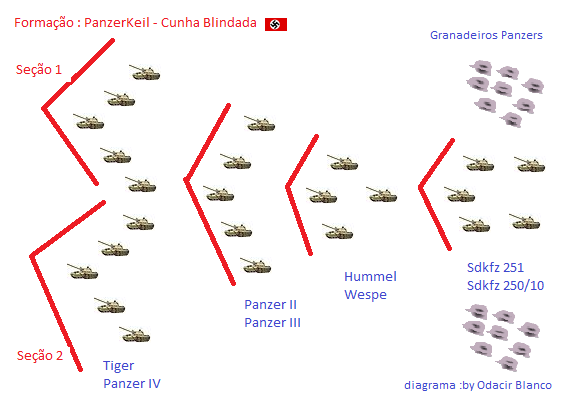
Diagramme de la tactique Panzerkeil

La Panzerkeil (coin blindé) était une tactique militaire offensive développé par l'armée allemande sur le front de l'Est durant la Seconde Guerre mondiale. La "Panzerkeil" a été développé en réponse à la tactique défensive pakfront employé par les Soviétiques.
Le panzerkeil consistait en une formation offensive de véhicules blindés, pour la plupart des chars de combat.
Les chars sont disposés en forme de coin, avec les plus lourdement blindés et fortement armés à la pointe. Durant la bataille de Koursk, les Tigre I (Panzer VIE) étaient en pointe, tandis que les Panther (Panzer V) (lorsqu'ils étaient disponibles) formaient la base. Les Panzer IV et Panzer III formant les ailes.
L'avantage de la tactique "Panzerkeil" résidait dans le fait que les défenses antichars Pakfront était forcées d'ajuster constamment la portée grâce à la profondeur de la formation offensive.
De plus, les Tigre et les Panther lourdement blindés attiraient l'essentiel du feu antichar, protégeant ainsi les chars plus vulnérables du feu ennemi. 
La "panzerkeil" a eu des résultats mitigés. Durant l'opération Citadelle, la "panzerkeil" a permis au fer de lance (4e Panzer-Armee, commandé par le général Hermann Hoth) de percer les défenses très élaborées des Soviétiques. Alors que dans le secteur de la 9e armée (sous le commandement du général Walter Model), les unités de blindés utilisant la tactique "Panzerkeil" ne sont pas parvenues à percer et ont subi de fortes pertes dues au feu antichars.
- (en) Cet article est partiellement ou en totalité issu de l’article de Wikipédia en anglais intitulé « Panzerkeil » (voir la liste des auteurs).